# Ka (mythologie)

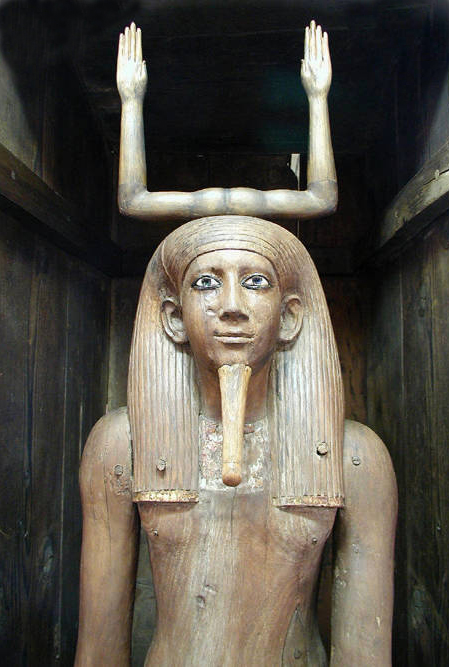
Standbeeld van koning Hor met op zijn hoofd het Ka-teken (twee uitgestrekte armen)

Ka  was in de Egyptische mythologie het concept van levenskracht en levenszin, datgene wat een levende van een dode persoon onderscheidt. Het moment dat iemand sterft, is het moment waarop de ka het lichaam verlaat.
Een van de theorieën over de herkomst van de naam 'Egypte' is dat dit komt van de Griekse verbastering van Hoet-ka-Ptah (huis van de ka van Ptah), de naam van de grote Ptahtempel in Memphis. Volgens een andere theorie komt Egypte van het Griekse Aigaiou huptios (onder het Egeïsche).
De Egyptenaren geloofden dat Chnoem (3e vorm van ra de dalende zon)  op zijn pottenbakkerswiel de lichamen van kinderen boetseerde en, afhankelijk van het gebied, dat Heket (Kikker Godin) of Meskhenet de ka van de persoon schiep en deze bij de geboorte inblies als deel van de ziel.
Daarnaast geloofden de Egyptenaren dat de ka onderhouden werd door te eten en te drinken. Dit is de reden waarom voedsel- en drankoffers aan de doden werden aangeboden. Bij de offers ging het niet om de fysieke consumptie van de offers, maar om de consumptie van kau om ka te voeden. Ka werd vaak afgebeeld in de Egyptische-iconografie door een tweede afbeelding van de persoon. Dit werd vroeger vertaald als een onzichtbare tweede mens.